# Tosaka-dera
Le Tosaka-dera (鳥坂寺, Tosaka-dera)  est un temple bouddhiste de la période d'Asuka situé dans le quartier Takaida de la ville de Kashiwara dans la préfecture d'Osaka, au Japon. Le temple n'existe plus, mais ses restes ont été désignés lieu historique national en 2012. Le site était autrefois appelé les ruines du temple Takaida (高井田廃寺, Takaida haiji) jusqu'à ce qu'il soit formellement identifié en 1983.

## Aperçu
Les ruines de Tosaka-dera sont situées sur une colline sur les flancs du mont Ikoma, sur la rive nord de la rivière Yamato près de son entrée dans la plaine d'Osaka. Actuellement, la ligne Kintetsu Osaka traverse le site. Dans les environs se trouvent de nombreux vestiges antiques, dont l'ensemble de kofun Hiraoyama. Le temple est l'un des « six temples de Kawachi » visités par l’impératrice Kōken en 756 selon une mention dans le Shoku nihongi.
La date de construction du temple est inconnue. Après des fouilles archéologiques, on estime qu'il a été construit vers la seconde moitié du VIIe siècle pendant la période Asuka. Il a été constaté que le temple a été construit en détruisant un tumulus (kofun) et en aplanissant le site, ce qui est extrêmement rare. Des fragments de haniwa, de fukiishi et de poteries du début de la période Kofun se trouvent dans le sol de nivellement du sol du site. Les fouilles ont mis au jour les fondations d'une pagode kondō, à trois étages, d'une salle de réunion, d'un réfectoire et d'un cloître. Le site est limité par la topographie et la disposition des bâtiments était donc différente de celle des temples contemporains construits en plaine. La zone du temple fait environ deux chō sur un côté d'environ 216 mètres. Il n'y avait pas de fossé ni d'enceinte environnante. La porte sud, la porte du milieu, la salle principale et la salle de conférence étaient disposées en ligne droite depuis le sud. La pagode se trouvait au sud-ouest et divers bâtiments de service, dont les quartiers des moines, se trouvaient au sud-est.
La salle principale avait une plate-forme de 15 x 18 mètres, surélevée de 1,4 mètre, faite de blocs de tuf taillés, et ses escaliers sont en très bon état de conservation ; cependant, le site a été endommagé par les voies ferrées. La pagode avait une dimension de base estimée à 8,66 mètres carrés, ce qui se traduit par une tour de trois étages d'une hauteur d'environ 20 mètres. Le temple semble avoir été reconstruit à plusieurs reprises avant d'être finalement abandonné au Xe siècle.
Les artefacts récupérés sur le site comprennent des tuiles de toit, dont le style des tuiles d'avant-toit présente les caractéristiques de tuiles similaires trouvées sur la péninsule coréenne, ce qui indique l'association possible du temple avec des immigrants toraijin, car il est enregistré que de nombreux immigrants de Baekje se sont installés dans cette région de la province de Kawachi. D'autres découvertes comprenaient de la faïence Haji, dont beaucoup peintes à l'encre ou inscrites avec le nom « Tosaka-ji ». Les artefacts sont désignés « biens culturels tangibles de la ville de Kashiwara ».

## Historique des fouilles archéologiques
Le site a été fouillé pour la première fois en 1929, période au cours de laquelle une grande tuile faîtière décorative shibi a été découverte. Cet artefact est actuellement au Musée national de Tokyo. D'autres fouilles ont été menées de 1961 à 1962 lorsque le site a été mis en danger par la construction d'un projet de logement. Une autre fouille a eu lieu de 1982 à 1984, ce qui a permis de découvrir davantage les fondations de la partie centrale du temple et, de nouveau en 1989, en conjonction avec la reconstruction de l'Amayu Kawada jinja, un sanctuaire shinto qui occupe maintenant le site de la pagode.
Le site du temple se trouve à environ 8 minutes à pied de la gare de Takaida sur la ligne principale Kansai de JR West.

## Galerie

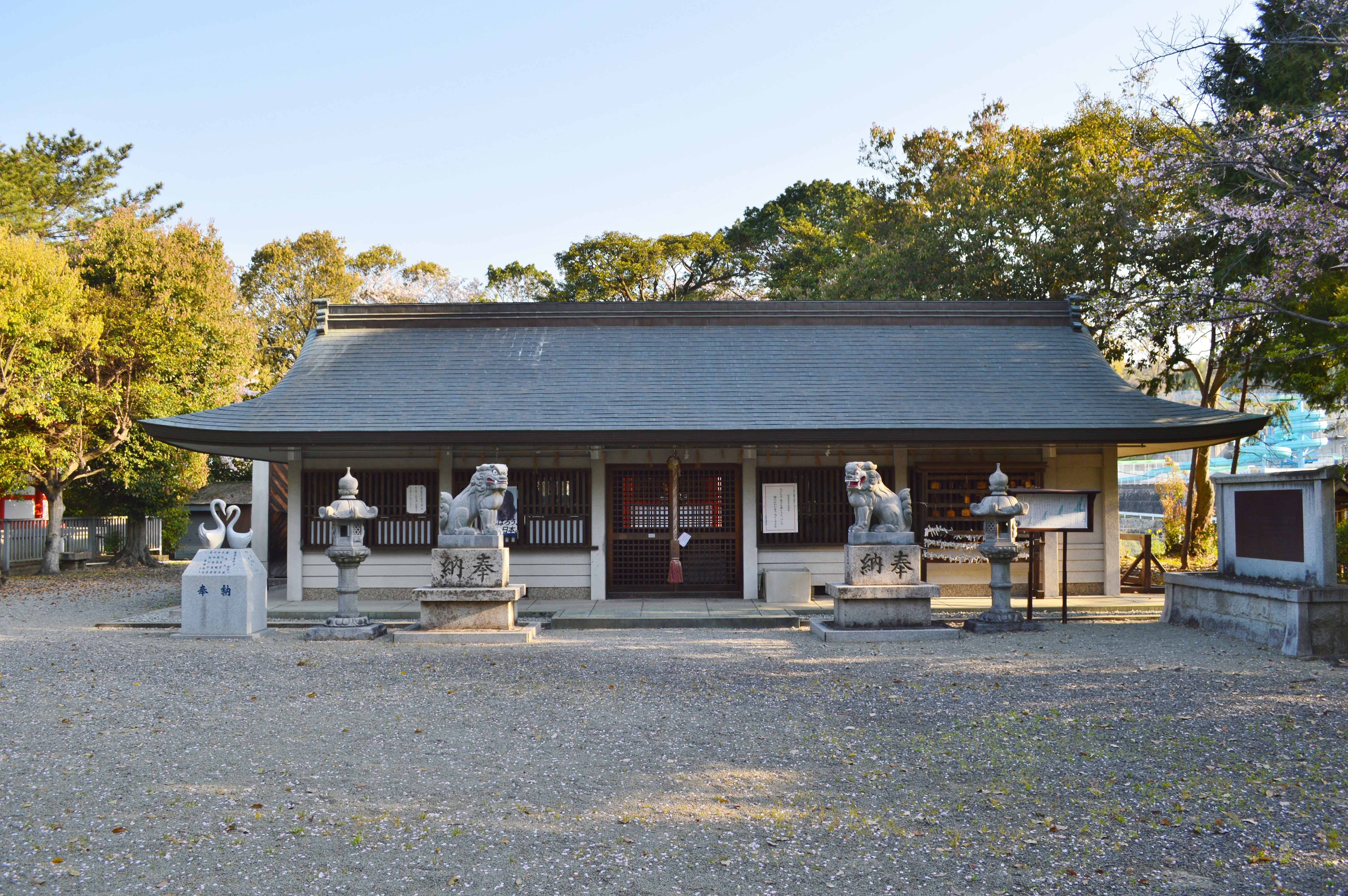
Amayu Kawada jinja, construit sur le site de la pagode.
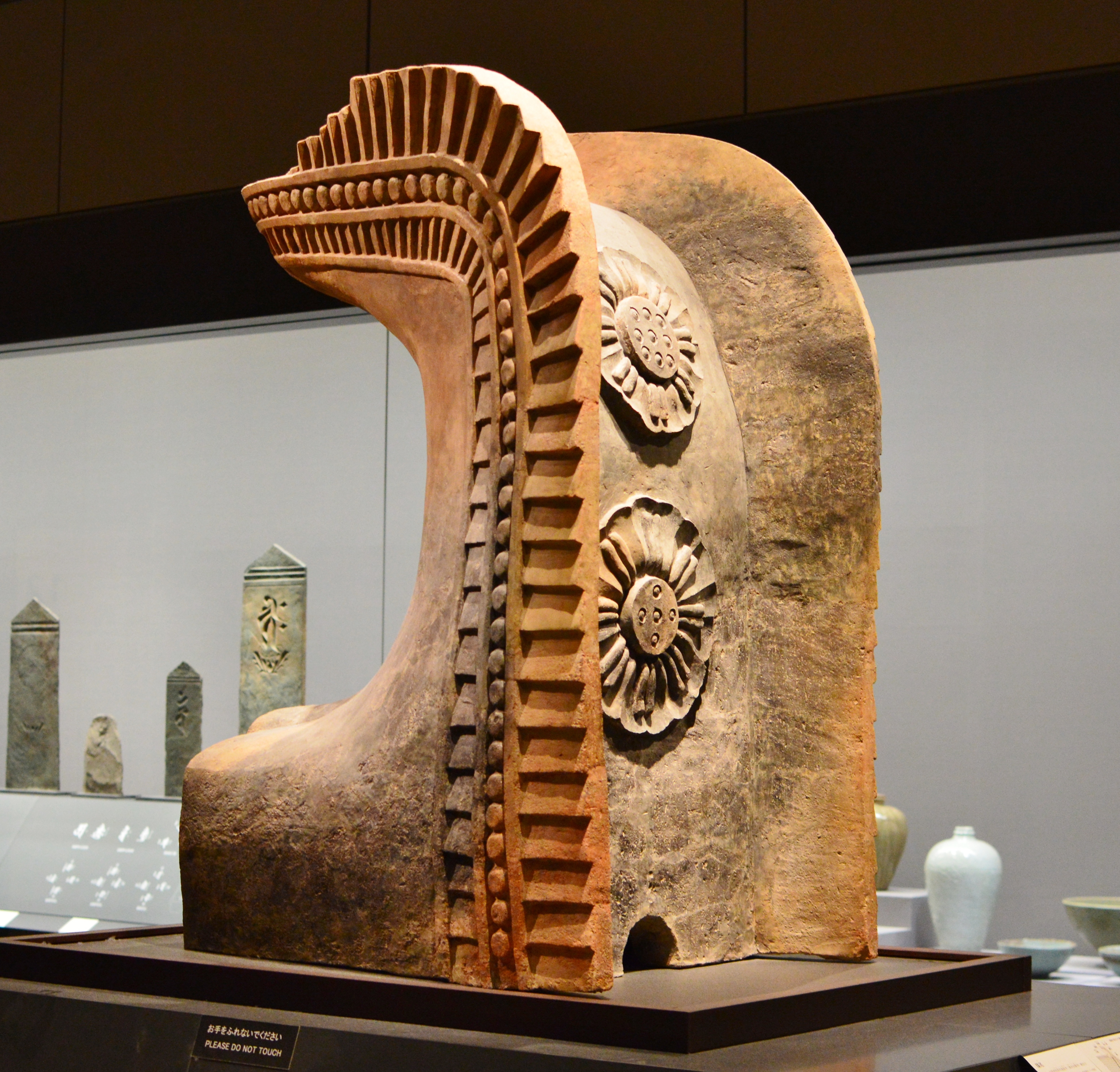
Tuile faîtière décorative shibi.
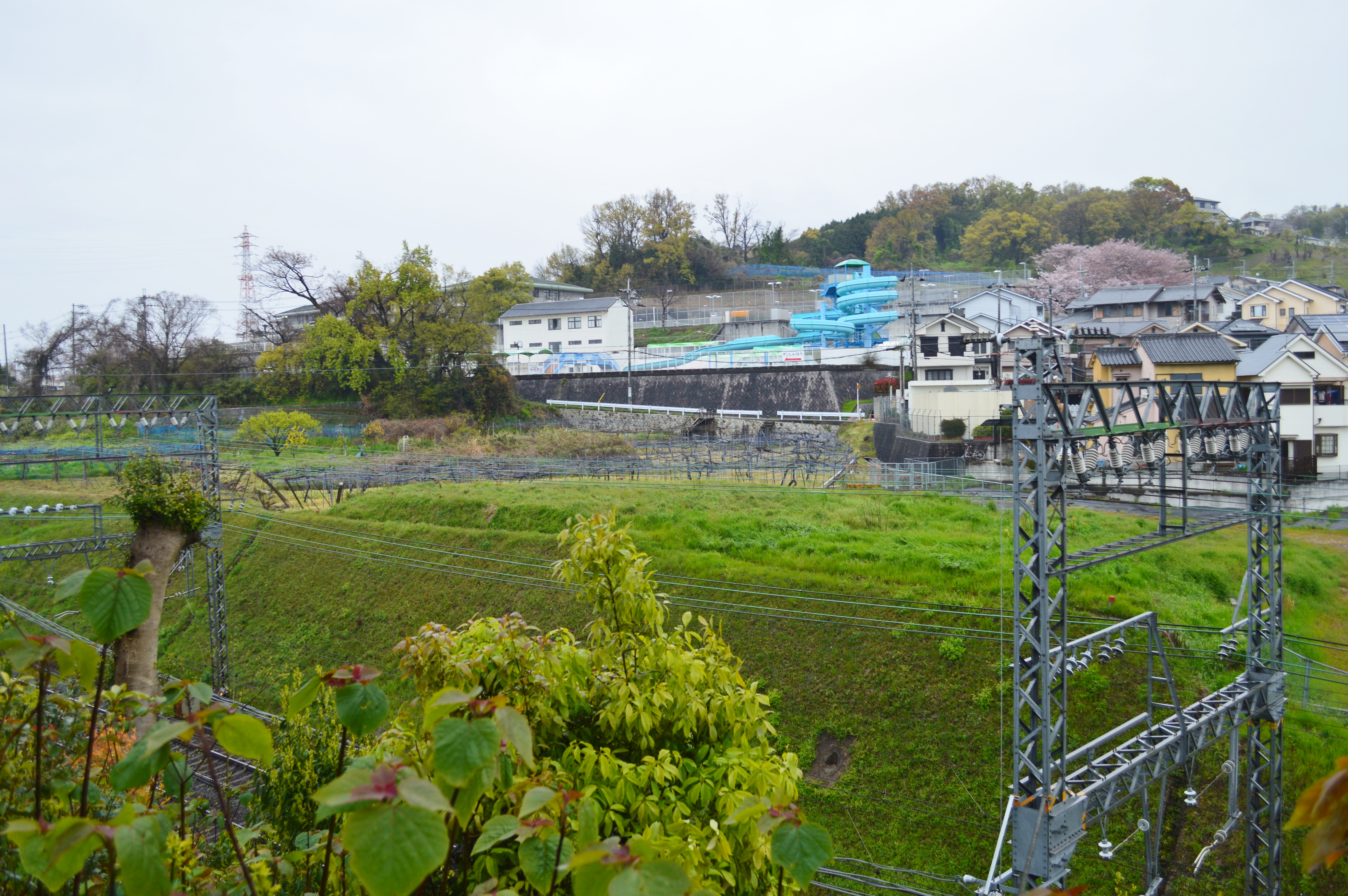
Sites du kondo, salle de conférence de la pagode.
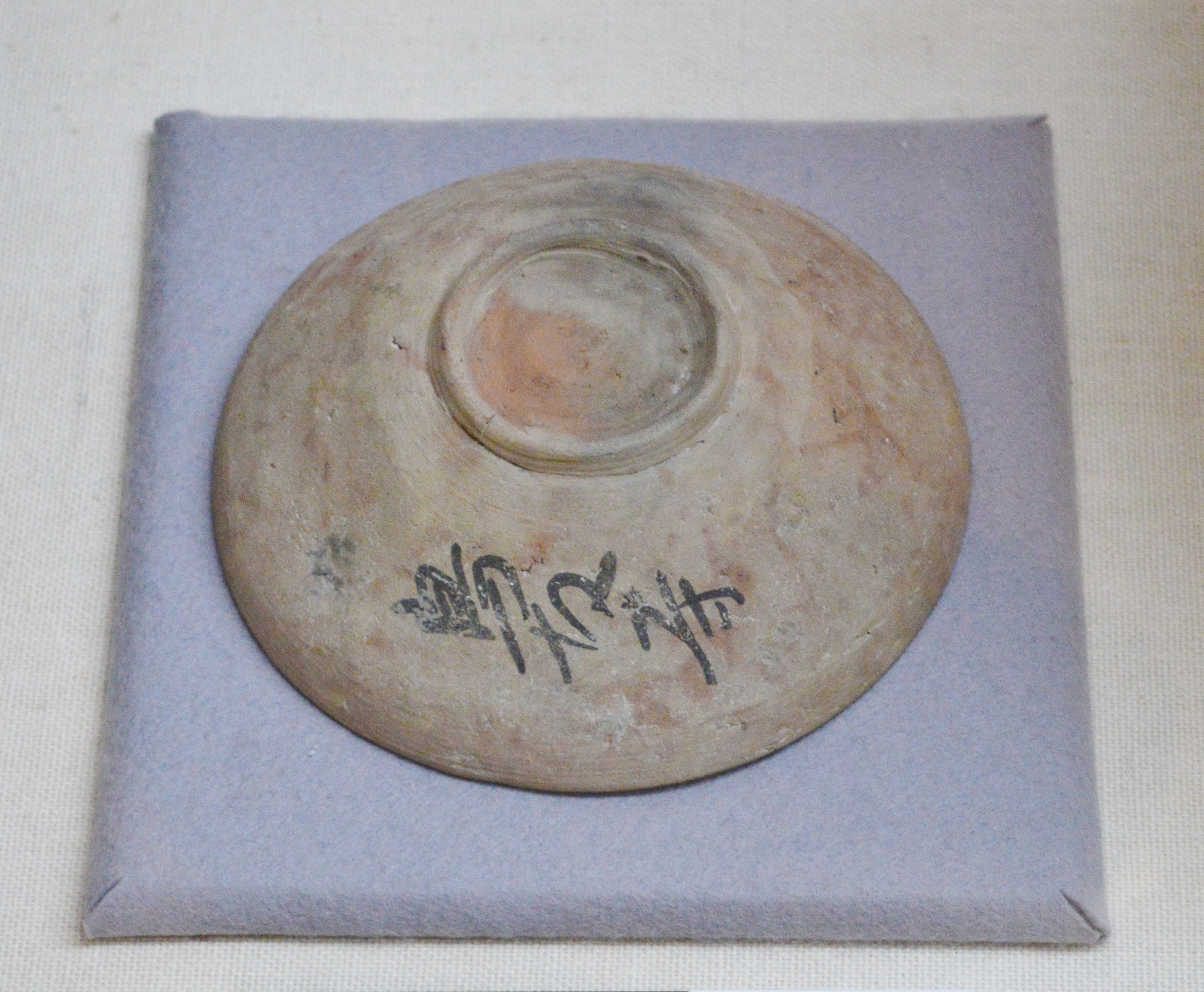
Bol avec l'inscription « Tosaka-dera ».